# Пушкарьов Микола Лукич
Мико́ла Луки́ч Пушкарьо́в (рос. Николай Лукич Пушкарёв; *  1841, Казань — † 27 грудня 1906) — російський поет, журналіст, перекладач.

## Творчість
У 1860-х роках у журналі «Отечественные записки» надрукував вірші демократичного спрямування — «Де?», «Перед шлагбаумом» та ін.
Видавець журналів «Московское обозрение» (у 1877—1878 роках), «Свет и тени». За словами Власа Дорошкевича Пушкарьов був першим редактором Антона Чехова. В останні двадцять років життя працював як драматург і перекладач п"єс. Автор історичної драми у віршах "Ксенія і Лжедмитрій". Ця драма йшла в неділю, 27 грудня 1892 року на сцені театру Мини Копилова в Катеринославі. Вистава йшла за участі оркестру місцевого Брянського металургійного заводу.
Перекладач творів Тараса Шевченка. Зокрема, цикл своїх перекладів творів Шевченка опублікував у журналі «Московское обозрение», чимало перекладів умістив у виданнях Івана Бєлоусова. Загалом переклав 30 творів українського поета, зокрема поеми «Катерина», «Сотник», «Княжна», «Варнак», «Петрусь», «Неофіти», «Відьма», вступ до «Гайдамаків», драму «Назар Стодоля».
Пушкарьов виявляв інтерес переважно до суспільно загострених творів Шевченка та його поезій часів заслання та останніх років життя. За обсягом і спрямуванням доробку Пушкарьову належить одне з перших місць серед російських перекладачів творів Шевченка в часи Російської імперії.